# Campionato mondiale di hockey su ghiaccio 1976
Il campionato mondiale di hockey su ghiaccio 1976 (43ª edizione) si è svolto dall'8 al 25 aprile 1976 in Polonia, in particolare nella città di Katowice. Esso è stato considerato anche come campionato europeo, alla sua 54ª edizione.
Vi hanno partecipato otto rappresentative nazionali. A trionfare è stata la nazionale cecoslovacca.

## Nazionali partecipanti
- Cecoslovacchia
- Unione Sovietica
- Svezia
- Stati Uniti
- Polonia
- Germania Ovest
- Finlandia
- Germania Est

## Podio
| Pos. | Squadra          |
| ---- | ---------------- |
| 1°   | Cecoslovacchia   |
| 2°   | Unione Sovietica |
| 3°   | Svezia           |